# Mainbrücke Eltmann
Die Mainbrücke Eltmann ist eine 1055 m lange Brücke der Autobahn 70. Sie besteht aus zwei Überbauten, einer Stahlverbund- und Spannbetonkonstruktion aus dem Jahr 1987 und einer reinen Spannbetonbrücke aus dem Jahr 2006.
Das Überführungsbauwerk liegt zwischen den Anschlussstellen Knetzgau und Eltmann und überquert bei Eltmann vor dem Tunnel Schwarzer Berg im spitzen Winkel das Maintal mit dem Main, einem Schleusenvorhafen und einem Wehrarm, der linksmainischen Staatsstraße 2277 und drei Feldwegen, rechtsmainisch liegend. Die Autobahn ist im Grundriss gerade und hat ein Längsgefälle von 1 % in Richtung Osten.

## Brücke Richtungsfahrbahn Bamberg

Hohlkastenquerschnitt einer Spannbetonbrücke

Dieses Bauwerk wurde von 2004 bis 2006 bei Kosten von ungefähr 18 Millionen Euro hergestellt.
Es besteht aus zwei durch eine Dehnfuge getrennten Abschnitten, der 573 m langen Flussbrücke, mit einem Hohlkastenquerschnitt, und der östlichen 483 m langen Vorlandbrücke mit einem Plattenbalkenquerschnitt.

### Gründung und Unterbauten
Widerlager und Pfeiler sind auf 83 Großbohrpfählen mit einem Durchmesser von 1,5 m gegründet.
Die drei Pfeiler am Main unter der Flussbrücke besitzen einen Massivquerschnitt mit 9,8 m Breite und 3,2 m Dicke. Der Trennpfeiler zwischen Flussbrücke und Vorlandbrücke hat die gleiche Dicke, er ist allerdings 10,95 m breit und zwecks Wartung der Übergangskonstruktionen wie ein Widerlager begehbar. Die Vorlandbrücke wird von 8 m bis 10 m hohen Pfeilern getragen. Diese haben einen Kreisquerschnitt mit 1,7 m Durchmesser.

### Überbau

#### Vorlandbrücke

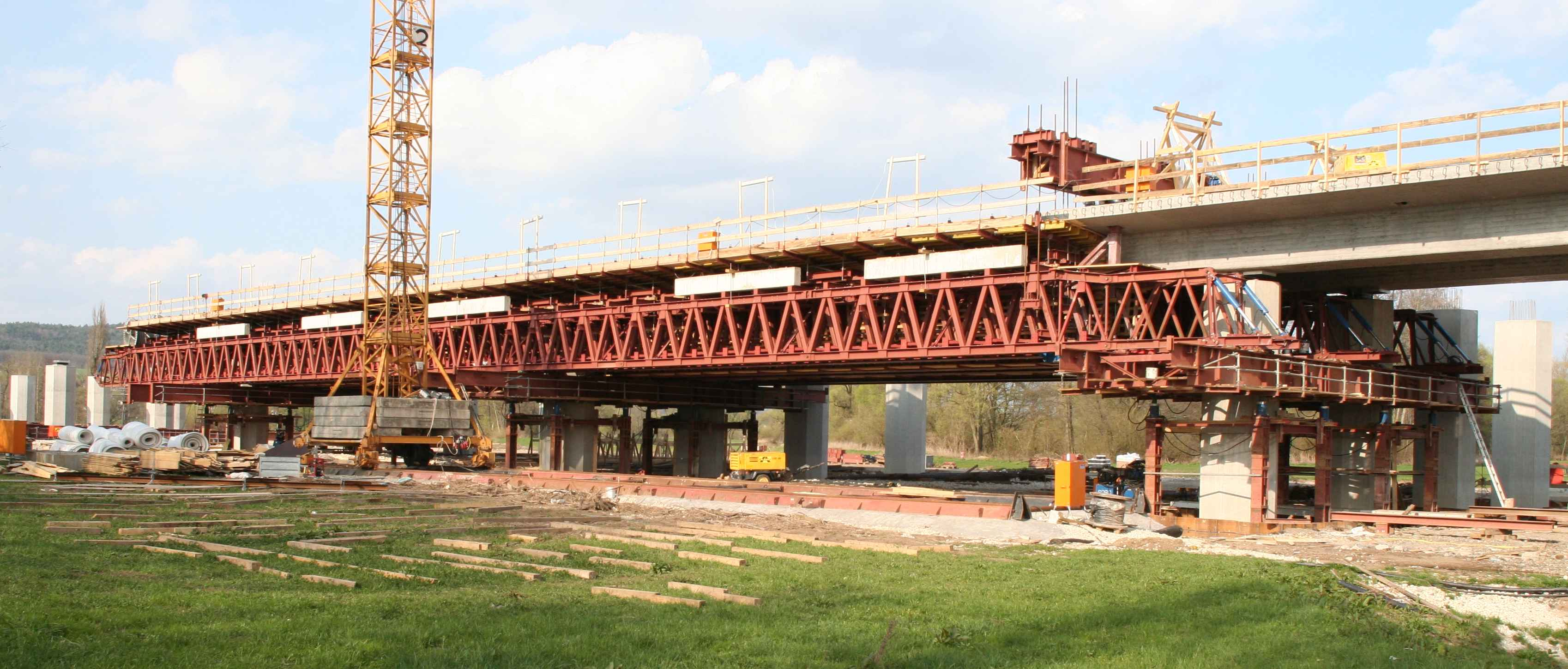
Vorschubrüstung einer Plattenbalkenbrücke

Der Überbau der Vorlandbrücke ist ein Durchlaufträger aus Spannbeton mit einem zweistegigen Plattenbalkenquerschnitt und konstanter Konstruktionshöhen von 2,2 m. Die Stege des Plattenbalkens sind 70 cm breit, die Fahrbahnplatte ist zwischen 22 cm und 52 cm dick. Die Vorspannung besteht aus internen Spannkabeln. Der 482,45 m lange und 13,78 m breite Überbau hat in den Lagerachsen Querträger. 
 Die Stützweiten betragen für die 12-feldrige Vorlandbrücke 10×40,405 m – 40,005 m – 38,393 m.

 Die Brücke wurde mit einer Vorschubrüstung, welche sich auf den Pfahlkopffundamenten der Pfeiler abstützte, in zwölf Abschnitten hergestellt.

#### Flussbrücke
Der Überbau der Flussbrücke, einschließlich des Vorlandbereichs vor dem Tunnel Schwarzer Berg, ist ebenfalls ein Durchlaufträger aus Spannbeton. Allerdings hat dieser 572,45 m lange Brückenabschnitt einen Hohlkastenquerschnitt mit einer maximalen Konstruktionshöhe von 7,55 m über den Flusspfeilern und 3,8 m im Brückenfeld. Die Bodenplattenbreite des Hohlkastens beträgt 7,5 m, die maximale Dicke 1,3 m über den Flusspfeilern. Die Vorspannung besteht aus einer Mischbauweise mit internen und externen Spannkabeln. 
 Die Stützweiten betragen für die 5-feldrige Flussbrücke 72,66 m – 98,51 m – 147,09 m – 150,00 m – 104,192 m . 
 Die Flussbrücke wurde von den drei Hauptpfeilern aus als Waagebalken im Freivorbau mit je 31 Abschnitten hergestellt. Zur Stabilisierung der Waagebalken wurden Hilfsstützen, zuerst am Pfeiler, später einseitig im Feld angeordnet. Außerhalb der großen Stützweiten, an den beiden Enden, wurde diese Brücke außerdem auf Lehrgerüsten geschalt und betoniert.

## Brücke Richtungsfahrbahn Schweinfurt

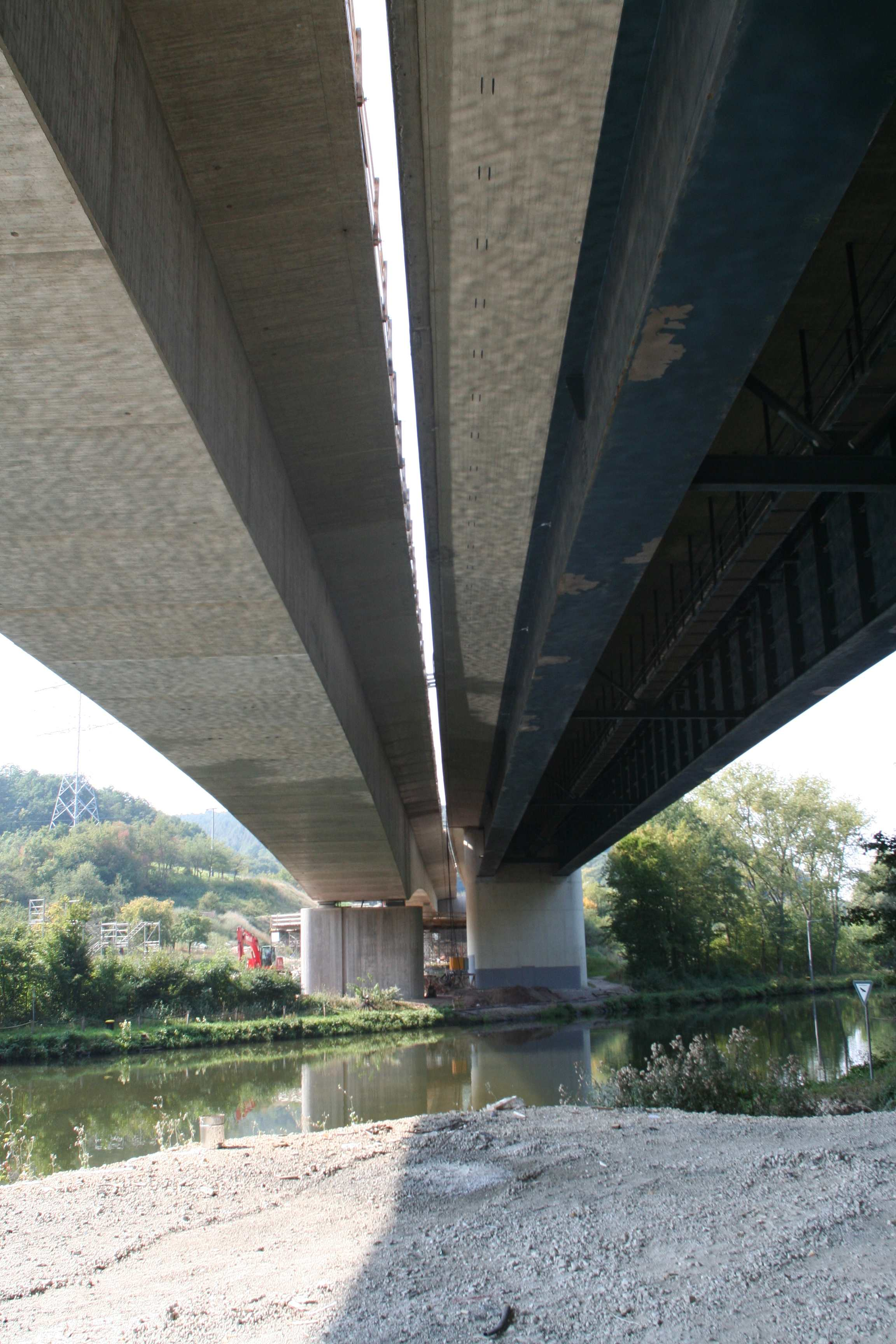
Untersicht der Flussbrücken, links Spannbetonbrücke, rechts Verbundbrücke

Dieses Bauwerk wurde von Juli 1984 bis November 1987 mit einer Fahrbahnbreite von 10 m und beidseitigen 2 m breiten Kappen hergestellt. Es besteht aus drei durch Dehnfugen getrennten Abschnitten, der 154 m langen westlichen Vorlandbrücke mit einem Plattenbalkenquerschnitt aus Spannbeton, der 295 m langen Flussbrücke, mit zwei Längsträgern als Stahlverbundkonstruktion und der östlichen, 601 m langen Vorlandbrücke, auch mit einem Plattenbalkenquerschnitt aus Spannbeton.

### Überbau

#### Vorlandbrücken
Die östliche Vorlandbrücke ist mit 15 Feldern drei Felder länger als der Neubau. Sie besitzt Stützweiten von 42 m, 13 × 40 m und 39 m. Im Querschnitt unterscheidet sich die Brücke von der neuen Konstruktion nicht. Die westliche Vorlandbrücke ist ein zweifeldriges Spannbetonbauwerk, am östlichen Ende auf einem Trennpfeiler gemeinsam mit der Flussbrücke lagert. Es weist Stützweiten von 73 m und 81 m auf und besitzt einen zweistegigen Plattenbalkenquerschnitt mit 4,1 m Bauhöhe.

#### Flussbrücke
Die Flussbrücke, eine zweifeldrige Stahlverbundbrücke mit veränderlicher Konstruktionshöhe, die über dem Mittelpfeiler eine maximale Bauhöhe von 7,22 m besitzt und dort in Längsrichtung vorgespannt ist. Die Bauhöhe verringert sich zu den Randpfeilern auf 5,01 m.